# 二本松持重
二本松 持重（にほんまつ もちしげ）/畠山 持重（はたけやま もちしげ）は、室町時代の武将。二本松氏第3代当主。陸奥国安達郡二本松城主。

## 生涯
第3代将軍・足利義満より「満」の字を賜った、二本松氏第2代当主・二本松満泰（みつやす）の二男として生まれる。この時期の二本松氏の系譜については諸説有る。
元服に際して、第4代将軍・足利義持の偏諱を受けて持重と名乗る（別名として父の1字を取った持泰（もちやす）の名も伝わる）。
兄の満盛（みつもり）が早世し（『積達館基考』では、満盛は生前に満泰から家督を譲られて当主になっていたとしている）、その遺児・徳万丸はまだ幼かったため、持重が二本松第5代当主となった。ところが成長した徳万丸が元服して第8代将軍・足利義政の偏諱を受けて政泰（まさやす）と名を改めると、持重に家督の返上を迫ったため争いとなり、敗れた政泰は二本松から逐われたが、安積郡高倉に逃れて別家・高倉氏を興し、持重と争い続けた（のちに政泰が勝利し、家督を得た可能性も指摘されている）。こうした内紛により二本松氏の勢力は15世紀後半以降さらに衰えることとなった。
長禄4年（1460年）4月には、将軍・足利義政から、古河公方・足利成氏討伐への参加を命じる御内書を下されている。
文明2年（1470年）2月16日死去。嫡男・二本松政国が家督を相続した。